# Ameiva leberi
Ameiva leberi là một loài thằn lằn trong họ Teiidae. Loài này được Schwartz & Klinikowski mô tả khoa học đầu tiên năm 1966.